# Katayama Tōkuma
Katayama Tōkuma est un nom japonais traditionnel ; le nom de famille (ou le nom d'école), Katayama, précède donc le prénom (ou le nom d'artiste).
Katayama Tōkuma (片山 東熊), né le 18 janvier 1854 au domaine de Chōshū et décédé à l'âge de 60 ans le 24 octobre 1917, est un architecte japonais qui fut très influent dans l'introduction de l'architecture occidentale, et particulièrement française, au Japon. Il est le concepteur des bâtiments originaux du musée impérial de Nara et du musée impérial de Kyoto.
Originaire du domaine de Chōshū, Katayama est le protégé de Yamagata Aritomo. En 1879, il sort diplômé de l'école impériale d'ingénieurs du Japon. Il assiste le Britannique Josiah Conder dans la conception de la résidence de style occidental du prince Arisugawa Taruhito puis du nouveau palais impérial de Tokyo. Durant les années 1880, il est envoyé en Europe et aux États-Unis pour étudier la décoration intérieure et le mobilier. En 1887, il est nommé au bureau de construction de l'Agence impériale.

## Conceptions
- 1894 : Musée impérial de Nara (actuel musée national de Nara)
- 1895 : Musée impérial de Kyoto (actuel musée national de Kyoto)
- 1905 : Musée de l'agriculture (神宮農業館), Ise, préfecture de Mie, (construction de 1891 à 1905)
- 1909 : Musée Jingū (神宮徴古館), Ise, préfecture de Mie
- 1909 : Palais du Tōgū (actuel palais d'Akasaka) (construction de 1899 à 1909)

## Galerie

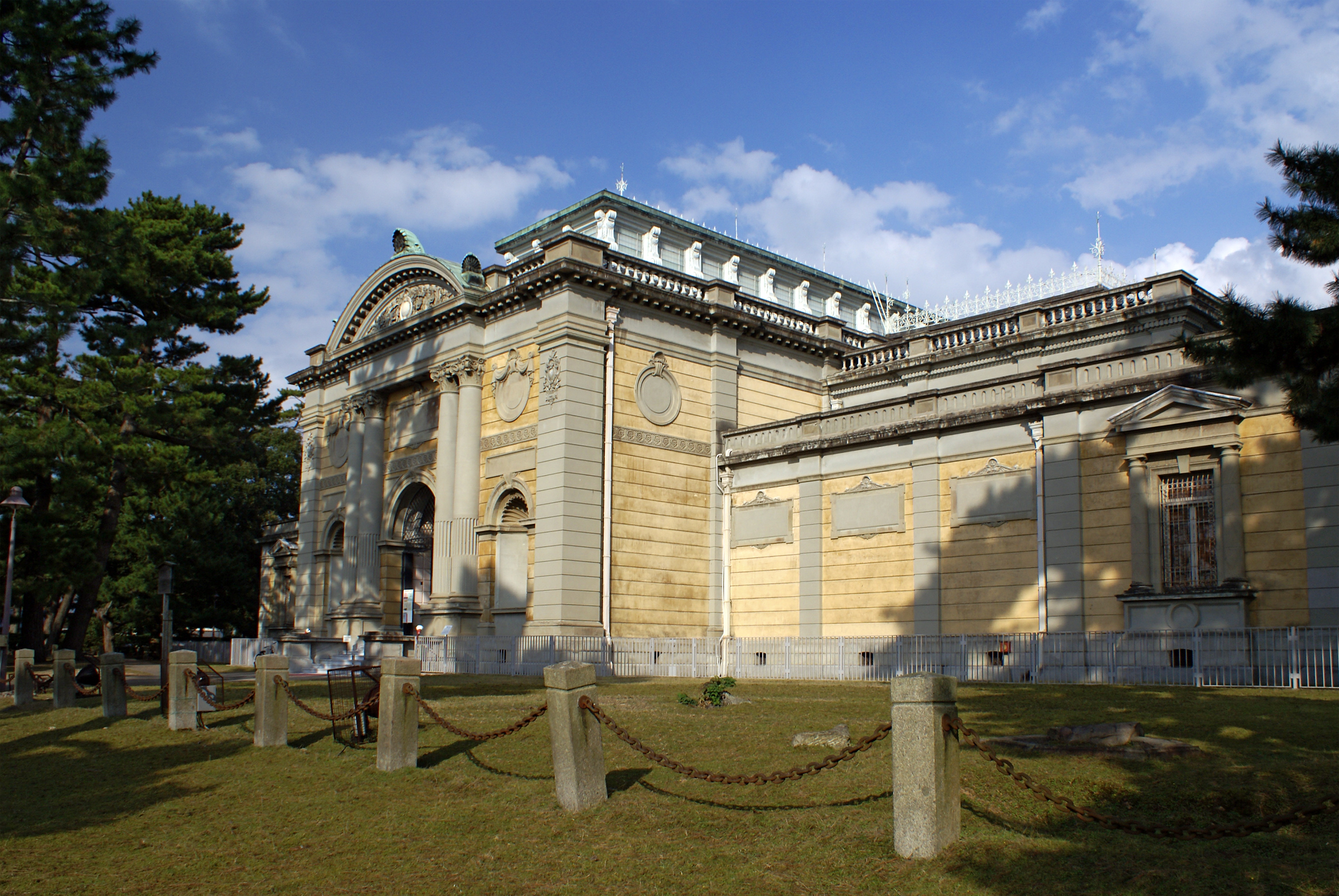
Musée national de Nara à Kyoto, achevé en 1894.
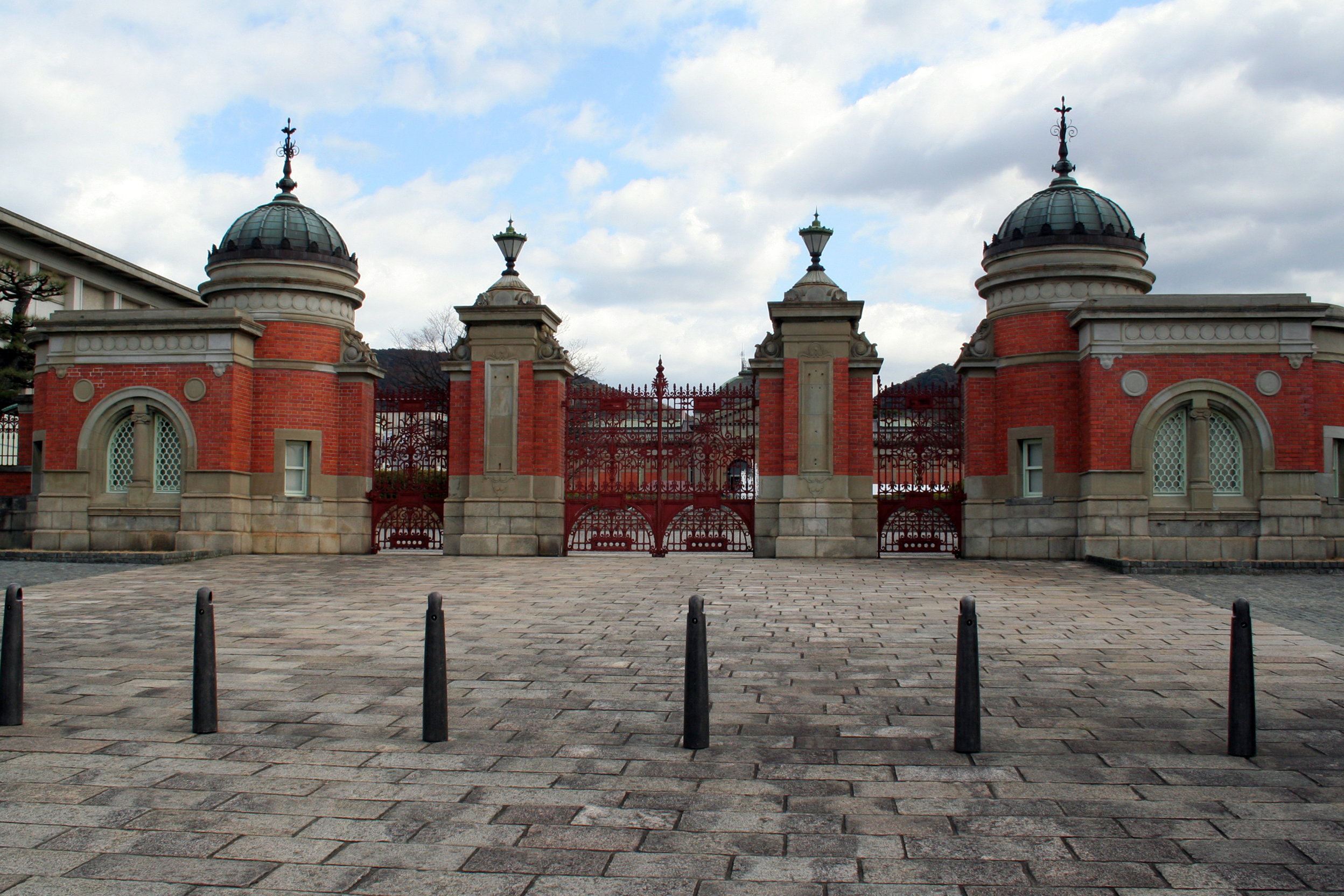
Musée national de Kyoto, achevé en 1895.

## Source de la traduction
- (en) Cet article est partiellement ou en totalité issu de l’article de Wikipédia en anglais intitulé « Katayama Tōkuma » (voir la liste des auteurs).
- Notices d'autorité :   - VIAF
  - ISNI
  - LCCN
  - WorldCat